# ハイカー チウ
丘愛芝 (Hiker Chiu) は、台湾出身のインターセックス人権活動家。

## 活動
世界中、特にアジアにおけるインターセックス（半陰陽とも呼ぶ、生理上男女でもない性別に属する人たち）に対する差別や偏見への解消に努力。
2008年にOii-Chinese（国際インターセックス組織中国語版）を創立し、2018年にIntersex Asia（インターセックス・アジア）を協同創立。

## 経歴
1966年、家族5人きょうだいの末っ子として台北で生まれた。6才の時に手術を二度経験した（それぞれ検査用の開腹手術と切除手術）。
インターセックスの概念を知るまで、自分がID通り女性であると信じ、周りの人からも女の子として可愛がられた。子供たちのために日記をつける習慣がある父親は、ハイカーが生まれた時、「このような体になって、ごめんね。男の子でも女の子でも、パパは同じように愛してるよ」と書いた。
しかし、生活の中では家族として親しまれる一方で、自分の性別という本質的なものときたら、両親の考え方は多少保守的であった。ハイカーが自らとりたいアプローチと、「みんなと同じように生きた方がいい」という、周りからの差別や批判をなるべく避けたい親の保護的な視点との間には、いささか矛盾もあった。成長の過程では女性のイメージに対する社会的価値観を受けたが、十代後半に入ってからも女性の思春期を経験しなかった。17歳の時にやっとのことで父親から6歳時の医療記録を入手し、自分が仮性半陰陽であることを学んだ。最初は何も知らずに、いざ親に聞いてみようと思ったたび、相手の表情はいつも苦しそうで、何も教えてもらえず、恐怖を感じていたという。
年が重なるにつれ、ハイカーの外見はより男性的になり、服を買ったりお手洗いに行ったりするのが面倒になり、知らない人からも時々男性か女性かと聞かれた。これは困惑的なもので、外出や他の人とのコミュニケーションを消極的なものにさせた。社会人になってからは英文秘書の仕事に就くが、やはりジェンダー問題に悩まされ、結局自宅で翻訳の仕事をすることになった。そこで十数年経ったある日、仏光大学生命研究所在学中に病歴がはっきりとなり、インターセックスであることを認めた自分は、両親を恨むことはなく、自分を守るために事実を隠していたことを悟った。彼(女)は自分の存在と体験を修士論文「デビュー、そして発声—あるインターセックス当事者の目覚めおよび実践プロセス（現身、發聲—一個陰陽人的覺醒與實踐歷程）」として発表した。
現在は人権活動家として活躍し、世界各地で講演やイベントに積極的に取り組んでいます。
幼少期の経験を振り返って、インターセックスの幼児に対する不必要な施術（健康に害を及ぼす場合以外の手術、例えば伝統や因習に基づく家族の判断による性別適合手術など）の撤廃を呼び掛けています。

## 人権活動
ハイカーは台湾出身のアジア地域におけるインターセックス人権運動のパイオニアで、数多の「第一人者」としての誇りをもつ。
アジアの華人で初めてインターセックスであることをカミングアウトした人物であり、2008年に設立したOii-Chineseは中国語圏で最初のインターセックス・サポートグループである。2010年に開催された第8回台北プライド・パレードでは「Global Free Hugs with Intersex」ムーブメントを先導する。2013年以降は、アジアから新しいインターセックス活動家を育成し、Facebookなどソーシャルメディアを活用してIntersex Asiaなどのページを開いた。
インターセックスに関わる国際的なフォーラムやイベントにおいて、アジア出身者が極めて少数であるのに気づく。そのきっかけでアジアにおけるインターセックスに対する意識喚起の必要性を感じ、Intersex Asiaの創始に至る。ILGAが開催した世界インターセックス・フォーラムで唯一のアジア代表として、アジアでのインターセックス・ネットワークの構築に専念する。2018年、アジア初のインターセックス地域ネットワークであるIntersex Asiaの初代共同議長として選ばれた。

### 差別がなくなる日まで
性別二元論の風習が根強い社会では、「男でも女でもない」といえば、現在でも常に人から差別を受ける。例えば中華圏で「陰陽人」はインターセックスを意味する一般的な用語で、それ自体には軽蔑的な意味はないが、使用者によっては否定的な意味あいを持つかもしれない。そこで「酷兒（クィア。現代の中国語で酷はかっこいいという意味がある）」のような肯定的な言葉に変わることに期待する。
インターセックスの人々が知らないうちに不必要な手術によって身体的完全性を失うことに反対し、2013年に台湾の衛生福利部（日本の厚生労働省に相当）が「性別変更登録と識別の要件に関する会議」を開催し、性別変更登録には医学的証明が不要であると決定した際、ハイカーは内務部に「性自認（アイデンティティ）は本人が決めることである」とコメントした。

## 理念
自分に名付けた英語名Hikerは「漫遊する者」を意味し、インターセックスとして生まれた者が生活の中で絶えず自分を探索し、性別の間で遊走するようなものであるとする。ちなみに、「私はハイカーで、ハッカーではありませんよ」と冗談している。
ユーモアに満ちた「ハイパワー」で、愛の力によって世界をつないでいきます。